# Shelby Cobra Daytona
El Shelby Cobra Daytona, también conocido como Shelby Daytona Coupé, es un automóvil de carreras construido por Carroll Shelby con el auspicio de la fábrica de autos Ford en los años de 1964 y 1965 para competir en el Campeonato Mundial de Marcas, del cual solo se produjeron 6 unidades.

## Historia
En los años 1960 en el ámbito del automóvil deportivo, la rivalidad existente entre Ferrari y Ford, generada en parte por la negativa de Enzo Ferrari de vender su compañía, que derivó en la obsesión del estadounidense de vencer deportivamente a su rival, produjo autos de carreras legendarios. Y no sólo nos estamos refiriendo a los míticos Sport Prototipos Ford GT 40 y Ferraris P3 y P4, sino también a los autos de Gran Turismo, Ferrari 250 GTO, Ferrari 250 LM, que pretendía serlo, al producto de la colaboración de Ford con Carroll Shelby, al AC Cobra y al Cobra Daytona Cupé o Shelby Cobra Daytona.
Tal y como ocurriera con Ford, durante su carrera activa como piloto, Carroll Shelby, también compitió en contra de los autos de Ferrari, lo cual no fue diferente cuando creó su propio auto de carreras, el AC Cobra.
Pero el AC Cobra, si bien había dominado las carreras de coches en donde la premisa principal era la velocidad, ligereza y maniobrabilidad, no resultaban adecuados para vencer en los circuitos, en donde la aerodinámica y estabilidad a grandes velocidades era lo primordial, lo cual se comprobó en la carrera de Le Mans de 1963 donde el mejor clasificado de los dos AC Cobra Coupé quedó en séptimo lugar, tras seis Ferraris.
En 2014 salió a la venta un modelo 100% eléctrico fabricado por Renovo con 507 cv y de 0 a 100 en 3,4 segundos.

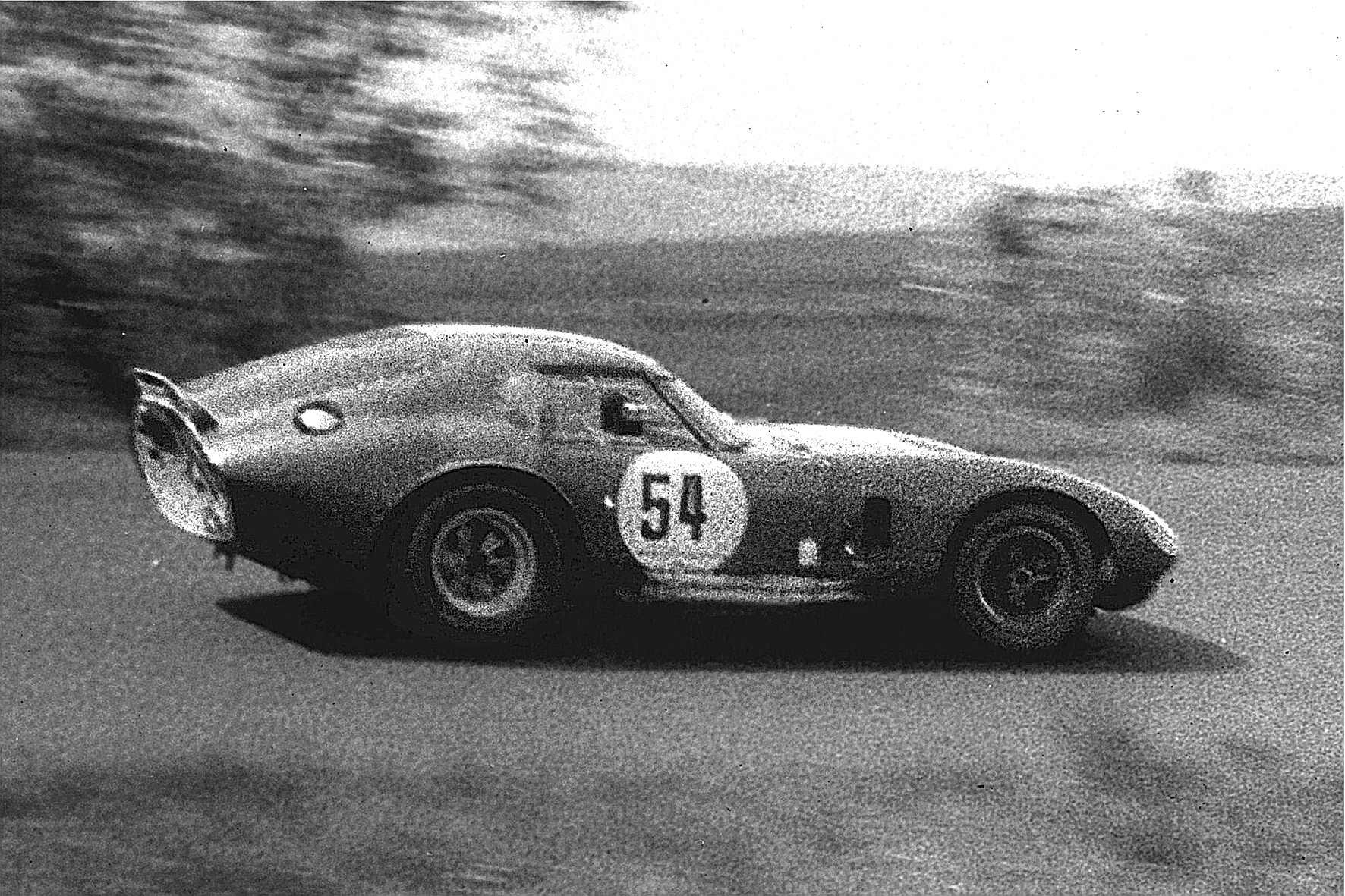
Shelby Daytona Cobra Coupé Bob Bondurant/Jochen Neerpasch por la 1000 km de Nürburgring en 1965.

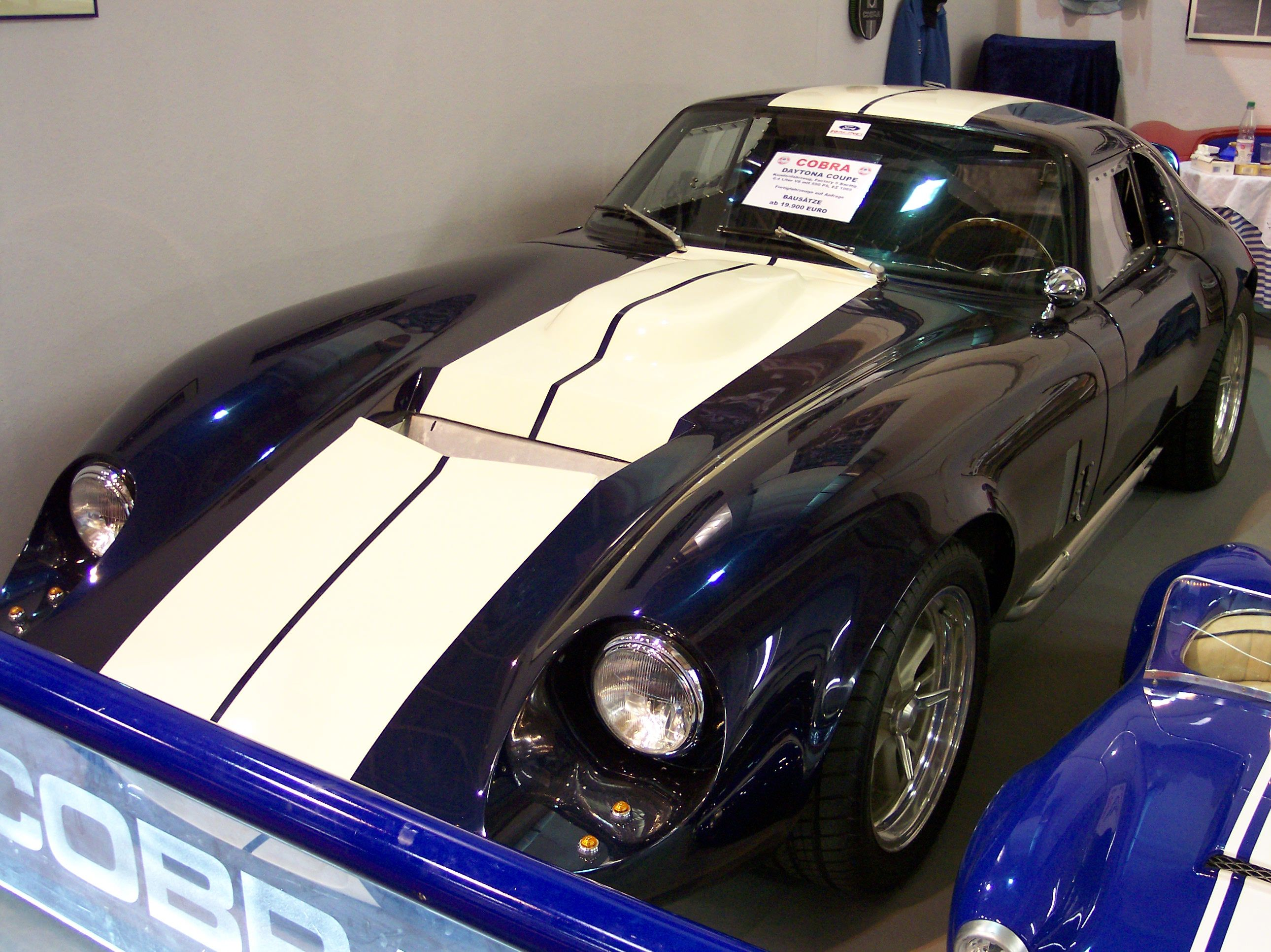
Shelby Daytona Cobra Coupé.

## Ford Shelby GR-1
En 2004, Ford y Shelby crearon un cupé deportivo denominado Ford Shelby GR-1, con una carrocería elegante y el nuevo V10 que impulsaba el nuevo Shelby Cobra . Carroll Shelby ha explicado que no quiere que el modelo se denomine Cobra, pero sí que se parece al Daytona.